# فرانک اوستولت
فرانک اوستولت (آلمانی: Frank Ostholt؛ زادهٔ ۲۳ سپتامبر ۱۹۷۵) سوارکار اهل آلمان بود.
وی همچنین برندهٔ جوایزی همچون برگ بوی نقره‌ای شده‌است.